# Catherine Bellier
Pour les articles homonymes, voir Bellier.
Catherine-Henriette Bellier dite « Cateau-la-Borgnesse » (1614 - 7 juin 1689 à Arrou, aujourd'hui en Eure-et-Loir), baronne de Beauvais, fut la première maîtresse du roi de France Louis XIV.

## Biographie

### Famille et milieu
Catherine Bellier est la fille de Martin Bellier, commerçant. Elle entre à la cour et devient femme de chambre et confidente de la reine Anne d'Autriche et épouse Pierre Beauvais en 1634 à Saint-Germain-en-Laye. Elle se fait édifier à Paris le célèbre hôtel de Beauvais (1655-1658), dans le quartier du Marais, au no 68 de l'actuelle rue François-Miron, anciennement rue Saint-Antoine. 
On ne connaît pas de portraits peints ou gravés de Catherine Bellier ; Saint-Simon la décrit ainsi : « créature de beaucoup d'esprit, d'une grande intrigue, fort audacieuse, qui eut le grappin sur la reine-mère, et qui était plus que galante… On lui attribue la première d'avoir déniaisé le roi à son profit ».

### Éducatrice sexuelle de Louis XIV
Bien que disgracieuse et peut-être même borgne (on la surnommait « Cateau-la-Borgnesse »), elle aura de nombreux amants dont l'archevêque de Sens Louis Henri de Pardaillan de Gondrin. 
Elle rencontre le jeune Louis XIV dans les couloirs du Louvre alors qu'elle est âgée d'une quarantaine d'années et entretient avec ce dernier une courte liaison. En fait, elle a été désignée par la reine-mère Anne d'Autriche sur les conseils du marquis de Grave pour dépuceler le jeune roi âgé d'une quinzaine d'années et reçoit un château ainsi qu'une pension de 2 000 livres en récompense de ses services rendus entre les 14 et 16 ans du jeune roi. Son mari reçoit alors le titre de baron[réf. nécessaire].
À la mort de son époux en 1674, elle se retrouve submergée de dettes et son âge avancé la contraint à s'éloigner de la vie de cour.